# Josef Kočí
Josef Kočí (6. října 1922 Velehrádek – 13. října 1986 Praha) byl český historik.

## Mládí a profesní život
Navštěvoval Raisův ústav učitelský v Jičíně. V letech 1949 až 1953 působil na katedře historie Vysoké školy politických a hospodářských věd v Praze. Mezi lety 1953 až 1970 působil v Historickém ústavu Akademie věd. V roce 1965 získal vědeckou hodnost doktor historických věd. Od roku 1971 byl pracovníkem Ústavu československých a světových dějin ČSAV, kde byl poté dlouholetým vedoucím oddělení starších českých dějin a po určitou dobu i zástupcem ředitele. V letech 1971 až 1977 byl zaměstnán v Československo-sovětském institutu ČSAV. Publikoval práce v oboru českých dějin a dějin SSSR. Zabýval se zvláště obdobím 17. a 18. století. V letech 1977 až 1984 zastával funkci vedoucího odboru památkové péče Kanceláře prezidenta republiky Gustáva Husáka. V roce 1979 byl jmenován profesorem. V roce 1984 se stal členem korespondentem ČSAV. Působil jako vysokoškolský pedagog na různých vysokých školách v Československu i v zahraničí. Stal se jedním z hlavních představitelů československé marxistické historiografie druhé poloviny 20. století.

## Vyznamenání
- Za zásluhy o výstavbu (1958)
- Za zásluhy o výstavbu (1982)[4]

## Dílo
- KOČÍ, Josef. Boje venkovského lidu v období temna: Povstání nevolníků v XVII. a XVIII. století. Naše vojsko, 1953
- KOČÍ, Josef. Emanuel Arnold. Nakladatelství Svobodné Slovo,[5] 1964
- KOČÍ, Josef. Odboj nevolníků na Frýdlantsku 1679–1687: příspěvek k povstání nevolníků v Čechách v roce 1680. Ilustroval Alex BERAN. Liberec: Severočeské nakladatelství,[6] 1965.
- KOČÍ, Josef. Čarodějnické procesy. Nakladatelství Horizont,[7] 1973
- KOČÍ, Josef. Dějiny SSSR od nejstarších dob do Velké říjnové socialistické revoluce. Academia, 1977
- KOČÍ, Josef. České národní obrození. Svoboda, 1978
- KOČÍ, Josef. Návrat Karla Havlíčka z Brixenu. Melantrich, 1986